# 日本基督教団金沢教会
日本基督教団金沢教会（にほんきりすときょうだん かなざわきょうかい）は、石川県金沢市にある、日本基督教団の教会である。

## 歴史
1879年（明治12年）、アメリカ合衆国長老教会宣教師T・C・ウィンが石川県中学師範学校の英語教師として招かれた。10月に石川県令から布教の許可を受けて、3か所に講義所を設けて伝道を始めた。
1年半の間に15人の信徒が生まれ、1881年（明治14年）5月1日に大手町に日本基督一致教会金沢教会を創立した。その後ウィンは妻イライザと力を合わせて七尾、高岡、富山、小松、大聖寺へ伝道を拡大した。
1883年（明治16年）にウィンは愛真学校（現・北陸英和学校）を創設し、妻イライザと共に、メリー・K・ヘッセルの私立金沢女学校（現・北陸学院）の設立に協力した。この2つの学校により、教育活動と伝道活動は一体化して行われた。全体としては、無職業の女性と学生が多かった。官公吏、学校教師、研究者、医師など専門職が主力であった。
1884年（明治17年）には土地を購入して会堂を建設した。
1885年（明治18年）に初代牧師に青木仲英を迎え、金沢教会は自給独立教会になった。
1886年（明治19年）に信徒13人を分けて殿町教会（現・金沢元町教会）を設立した。その後、富山、高岡、石動、小松、松任、大聖寺、能登というように、北陸地方全域にわたり積極的な伝道を行った。
1890年（明治23年）、日本基督教会の教会になり、1941年（昭和16年）の日本基督教団の成立と共に日本基督教団の教会になり今日に至る。

## 歴代牧師
- 青木仲英
- 阪野嘉一
- 高木信吉
- 毛利官治
- 富永徳磨 (1903-1907)
- 長山万次
- 河合亀輔
- 鈴木伝助
- 秋保孝次
- 上河原雄吉

## 主な会員
- 長尾巻 - 教会設立に尽力
- 水登勇太郎 - 衆議院議員、牧畜業と絹織物業で活躍した商工業者
- 渡辺譲三郎 - 石川郡立模範農場長
- 秋月致 - 日本統治時代の朝鮮京城で25年に亘り牧師を務めた